# Juhann Begarin
Juhann Mathieu Begarin (Les Abymes, 7 de agosto de 2002) é um jogador francês de basquete profissional do Nanterre 92.
Ele foi selecionado pelos Celtics como a 45º escolha geral no Draft da NBA de 2021.

## Juventude e carreira
Begarin nasceu e foi criado na região francesa de Guadalupe, no sul do Caribe. Ele inicialmente tentou se registrar para jogar futebol, mas como não conseguiu encontrar o treinador, decidiu jogar basquete. Ele jogou pelo Baie-Mahault BC e pelo ASC Ban-E-Lot, ganhando vários títulos regionais em sua faixa etária.
Begarin mudou-se para Corbeil-Essonnes, um subúrbio de Paris, com sua família quando ele tinha 16 anos para seguir a carreira de basquete. Ele ingressou no INSEP, um prestigioso clube de Paris, e jogou pelo clube afiliado Centre Fédéral na Nationale Masculine 1 (NM1), a terceira divisão da França. Na temporada de 2018-19, Begarin teve  médias de 11,6 pontos, 3,4 rebotes e dois roubos de bola no NM1. Em fevereiro de 2019, ele teve médias de 19,8 pontos, 6,5 rebotes e 4,3 roubos de bola no Torneio Kaunas da Adidas. Em junho de 2019, Begarin foi eleito o MVP do Basketball Without Borders em Riga, Letônia. No final do mês, ele saiu do Centre Fédéral.

## Carreira profissional

### Paris Basquete (2019–2021)
Em 8 de julho de 2019, Begarin assinou com o Paris Basketball do LNB Pro B. Ele fez sua estréia em 11 de outubro de 2019, marcando sete pontos em uma vitória de 70-68 sobre o Fos Provence. Na temporada de 2019-20, ele teve médias de 4,8 pontos, 2,1 rebotes e 1,2 assistências. Na temporada seguinte, ele teve média de 11,7 pontos, 3,5 rebotes e 2,9 assistências, ajudando sua equipe a ganhar a promoção ao LNB Pro A.

### Boston Celtics (2021–Presente)
Em julho de 2021, Begarin foi selecionado pelo Boston Celtics como a 45ª escolha geral no Draft de 2021. Ele jogou pelo Celtics na Summer League de 2021.

## Carreira da seleção nacional
Begarin jogou pela Seleção Francesa no EuroBasket Sub-16 de 2018 em Novi Sad, Sérvia. Ele teve médias de 15,6 pontos, três rebotes e 2,3 roubos de bola, levando seu time ao quarto lugar. Ele jogou no EuroBasket Sub-18 de 2019 em Volos, Grécia, onde obteve médias de 7,9 pontos, três rebotes e 1,9 roubos de bola. Ele ajudou seu time a terminar em quinto lugar.

## Vida pessoal
O irmão mais velho de Begarin, Jessie, é cerca de 14 anos mais velho e jogou basquete profissionalmente na França. Seus pais jogavam e treinavam basquete em Guadalupe.